# グウィネズのエドワード1世の城郭と市壁
座標: 北緯53度8分23秒 西経4度16分37秒 / 北緯53.13972度 西経4.27694度
グウィネズのエドワード1世の城郭と市壁 （Castles and Town Walls of King Edward in Gwynedd）は、イギリス・ウェールズにあるUNESCO世界遺産。13世紀に建てられた4つの城の総称である。 
これらの城は、ウェールズ公国を征服したイングランド王エドワード1世によって建てられた。1283年から1290年代にかけ建設を始めた城ばかりである。全てが軍事要塞の役割を担っており、平定されたとはいえいかにウェールズの反抗が激しかったかを物語るものである。これらの城の設計はすべてマスター・ジェイムズと呼ばれた一人の建築師（石工の棟梁）によって行われたという。

## ビューマリス城
アングルシー島ビューマリスにある。1295年から建設されたが未完成のまま現在に至る。メナイ海峡を挟んで、ウェールズ抵抗運動の激しいGarth Celynに面するよう設計された。

## カーナーヴォン城
グウィネズ州カーナーヴォンにある城。1283年より建設が始められた。イギリス王太子の称号プリンス・オブ・ウェールズにゆかりのある城である。

## コンウィ城
コンウィ州コンウィにある城。1283年から1289年にかけて建設された。

## ハーレフ城
グウィネズ州ハーレフにある城。1283年から1289年にかけ建てられた。15世紀にはウェールズ大公の末裔を名乗るオーウェン・グレンダワー軍がこの城に立てこもり、7年間イングランド軍に包囲されていた。

## 世界遺産

### 登録基準
この世界遺産は世界遺産登録基準のうち、以下の条件を満たし、登録された（以下の基準は世界遺産センター公表の登録基準からの翻訳、引用である）。
- (1) 人類の創造的才能を表現する傑作。
- (3) 現存するまたは消滅した文化的伝統または文明の、唯一のまたは少なくとも稀な証拠。
- (4) 人類の歴史上重要な時代を例証する建築様式、建築物群、技術の集積または景観の優れた例。